# 안개 부인
안개 부인은 1971년 공개된 대한민국의 영화이다.

## 배역
- 신성일
- 윤정희